# Maunu Häyrynen
Maunu Häyrynen, född 26 november 1961, är  konsthistoriker, professor.
Häyrynen är utbildad vid Helsingfors universitet och var först verksam som lärare och forskare inom programmet för landskapsarkitektur vid Tekniska högskolan i Helsingfors, sedermera som professor i landskapsstudier vid Åbo universitet.

## Nationalismforskning
Maunu Häyrynens arbete med finländsk landskapsikonografi är typiskt för det starka intresse för representationer och visuell återgivning bland yngre forskare inom de estetiska och historiska disciplinerna. Hans avhandling från 1994 (på finska) behandlade de finländska stadsparkernas utveckling mellan 1880 och 1930, en period när parkernas raison d'être gick från det natursköna till det folkligt uppbyggliga och sociala. Redan samma år använde han i en artikel i tidskriften Topos uttrycket nationallandskap som begrepp: "The Making of Finnish National Landscapes". Det var ingalunda han som myntade det - Donald W. Meinig hade talat om "symboliska landskap" i The Interpretation of Ordinary Landscapes (1979) och Stephen Daniels hade berört ämnet i Fields of Vision (1993), för att ange ett par exempel - men denna medvetna och konsekventa användning var förhållandevis tidig, och den förekom redan i Finland genom ett brett upplagt arbete, Nationallandskapet, utsänt av det finska miljöministeriet året innan (1993). Denna vackra bok presenterade 27 typlandskap som på detta sätt officiellt kanoniserades in i det rumsliga nationella arvet.
Maunu Häyrynens forskning visar annars att kanoniseringen av det nationella i landskapet skett på mindre officiella sätt under hela den långa tid då ett modernt nationellt medvetande formats i Finland. Det har skett genom olika genrer av bilder och texter. En genre är reselitteraturen, där skilda topografiska platser uppsöktes och beskrevs. ett av de tidiga arbeten som han framhåller är Anders Fredrik Skjöldebrands Voyage Pittoresgue au Cap Nord (1801–1802), med dess framhävande av vattenfall, forsar, skogar och midnattssol. Ett annat är Carl de Kügelgens Vues pittoresques de Finlande dediées à sa Majesté l'Imperatrice Elisabeth Alexiewna (1823–1824), och ännu ett är Edward Daniel Clarkes bekanta Travels in Various Countries of Europe, Asia and Africa, vars tredje del (1829) behandlade Norden. Reselitteraturen var oftast skriven av utlänningar, vilket torgförde nationallandskapet lika mycket utåt mot omvärlden som inåt mot den nationella eliten. Den var också illustrerad; urvalet av nationella ikoner och vallfartsorter blev härigenom i viss mån en process som regisserades av andra som definitivt inte styrdes av folkliga intressen.
Under loppet av 1800-talet blev, med det växande nationalmedvetandet, de inhemska bidragen allt fler. Och likaså genrerna: nu tillkom landskapsmåleriet, skönlitteraturen, folktrycken, och nya centra för förmedling och spridning av det nationellt visuella som museerna, skolan med sina skolböcker och skolplanscher, och ute i landskapet nationalparker och landskapsmomument. Med det sena 1800-talets och sekelskiftets nationella romantik hade ett antal typiska finländska bilder etablerats, med de knotiga furorna, sjöarna och de låga, skogiga bergen. Forsarna hade också sin givna plats i denna ikonografi, med exempelvis Akseli Gallen-Kallelas målningar av Imatra fors under olika årstider. Det finns också anledning att nämna Häyrynens stora och verkligt tidiga finländska förebild i denna form av kulturhistorisk landskapsanalys, Sven Hirns Imatra som natursevärdhet till och med 1870 (1958).
En senare teoretisk utgångspunkt för denna forskning har ofta varit Michel Foucaults begrepp "heterotopier", som kommit att beteckna platser som till skillnad från utopier verkligen existerat, men som intar en särskild status i rummet och i medvetandet och är skilda från vardagens livsrum genom ett slags moderna rites de passages, en analys som använts om temaparker, turistiska vallfartsorter, minnesmärken och andra kulturellt eller religiöst laddade zoner. Kanske skulle man kunna säga att nationallandskapets förtätningar och kulminationspunkter, sådana de analyserats i Häyrynens och andra forskares arbeten, utgör nationella heterotopier.